# Фердинанд Фрайлиграт
Фердинанд Фрайлиграт (на немски: Ferdinand Freiligrath), с цяло име Херман Фердинанд Фрайлиграт, е немски поет, преводач и политически агитатор, важен участник в движението „Млада Германия“.

## Биография
Фердинанд Фрайлиграт израства в семейството на учител. От 1820 до 1825 г. учи в гимназията на Детмолд. От 1825 до 1832 г. се обучава за търговец. Първите му стихове излизат в местния седмичник. През 1832 г. намира място като кореспондент на търговска фирма в Амстердам, а по-късно работи като търговски помощник.
През септември 1839 г. започва животът на Фрайлиграт като писател на свободна практика. С приятеля си Левин Шюкинг издава през 1840 г. книгата
„Живописна и романтична Вестфалия“ (Das malerische und romantische Westfalen), която представя пейзажа и местността като политическа област и литературна новост, а също събужда интереса към приказките, легендите и народното творчество.
Фрайлиграт се жени през 1841 г. и със семейството се установява в Дармщат. По препоръка на учения Александър фон Хумболт през 1842 г. получава от Пруския крал Фридрих Вилхелм IV рента в размер на 300 талера. През същата година Фрайлграт става масон, но се отнася критично към аполитичното поведение на братството.
През 1844 г. публикува стихотворния сборник „Верую“ (Ein Glaubensbekenntniß), който му създава име на политически поет. Верен на политическите си убеждения, през 1844 г. Фрайлиграт се отказва от рентата и от възможността да получи назначение в двореца на Ваймар. Поради опасността от политическо преследване напуска Германия и през 1845 г. се преселва в Брюксел, където живее в хотел. Там го посещава Карл Маркс и общуването им трае десет дни.
През същата година Фрайлиграт заминава в Швейцария и се установява със съпругата си и нейната сестра край Цюрихското езеро. Там се запознава с Готфрид Келер, а също с Франц Лист.
През 1846 г. публикува стихосбирката „Ще бъде!“ (Ça ira!), чието заглавие заема от едноименна френска революционна песен. Идеята на стихосбирката е, че в Германия е назряло времето за революция. После по финансови причини Фрайлиграт отива в Лондон и там намира работа като кореспондент на търговска къща, а по-късно като доцент в Лондонския университет.
Поетът се готви да се пресели в Америка, когато в Германия избухва Революцията от 1848 г.. Фрайлиграт я приветства със стихотворенията „Февруарски звуци“ (Februar-Klänge) и „Революцията“ (Die Revolution) (1949). Заминава в Дюселдорф при приятели и там взема активно участие в броженията. През юни 1848 г. посещава Първия конгрес на демократите във Франкфурт на Майн и е поканен като гост в Кьолнския работнически съюз, къдете рецитира стихотворението си „Въпреки всичко“ (Trotz alledem!).
На 1 август 1848 г. в Народния клуб – създадено ляво политическо сдружение в Дюселдорф – Фрайлиграт рецитира стихотворението си „Мъртвите към живите“ (Die Todten an die Lebenden). Стихотворението е бурно акламирано, отпечатано в 9000 екземпляра и разпространено. В резултат по инициатива на Дюселдорфската прокуратура поетът е арестуван и обвинен в „подклаждане на действия за държавна измяна“. Специалният процес завършва с оправдавателна присъда от съдебните заседатели и с празнично народно шествие. Според данни на полицията на улиците е имало 15 000 демонстранти, сред които и Карл Маркс.
На 12 октомври 1848 г. Фрайлиграт постъпва в редакцията на кьолнския в-к „Нойе райнише цайтунг“, ръководен от Карл Маркс и Фридрих Енгелс, и поема чуждестранния отдел.
Заради критическите си публикации поетът очаква репресии и през 1850 г. емигрира в Лондон.
През 1858 г. приема английско гражданство. Пруската амнистия от 1861 и 1866 г. не се отнася за него, понеже все още е съдебно преследван и само една молба за милост би му осигурила освобождаване от наказание. Но поетът не се съгласява и като банков служител скоро е уволнен. Приятели и сподвижници събират сумата от 60 000 талера, с която Фрайлиграт може да се завърне в Германия през 1868 г. Тъй като не е амнистиран в Прусия, установява се в предградието Канщат на Щутгарт.
След революционния неуспех възторгът на Фрайлиграт от революция, класова борба и пролетариат стихва. В късното си творчество той се присъединява към националната вълна на въодушевление и с националистични и патриотични стихове приветства войната срещу Франция и създаването през 1871 г. на Втората германска империя.
Фрайлиграт развива дейност и като преводач, пресъздава на немски творби от Робърт Бърнс, Виктор Юго, Алфред дьо Мюсе и др.
Умира на 18 март 1876 г. в пивницата „Старият заек“ в Канщат от сърдечен удар.